# 红格镇
红格镇，是中华人民共和国四川省攀枝花市盐边县下辖的一个乡镇级行政单位。2019年12月，撤销和爱彝族乡和益民乡，将原和爱彝族乡和原益民乡永益村、垭谷村、龙头村、春林村、鲊石村、长坪村、益门村及新民村湾湾组、石家坪子组、小河组、龙塘沟组所属行政区域划归红格镇管辖。

## 行政区划
红格镇下辖以下地区：
红格镇社区、红格社区村、昔格达社区村、金河村和新隆社区村。